# Maco Berger
Maco Berger je český zpěvák, textař a hudební producent, působící především na české rockové scéně. Vedle své sólové tvorby působil jako frontman kapel Wizard, Traktor, Alerg!e a v současnosti v roce 2025 Alfadrenalin.
Hudbě se začal věnovat ve čtrnácti letech. Od roku 2005 je majitelem a provozovatelem nahrávacího studia MB Audio.

## Hudební začátky
Kariéru začínal ve skupinách Sadhell, Pestyler, Leopard, Wizard a Traktor, kde formoval svůj styl. V roce 2000 získala jeho autorská skladba „Vzpomínka“ první místo v hitparádě Ruleta vysílané Českým rozhlasem. Od té doby složil přes 200 skladeb.

## Spolupráce
Sólovou dráhu odstartoval albem Ráj + peklo (2002), které bylo nahráno v plzeňském studiu West 2000 pod vedením producenta Vladimíra Fily.
Titulní skladba se dočkala videoklipu, který dosáhl 1. místa v hitparádě televize Óčko.[zdroj?]
V následujících letech vznikla další alba jako Dobrá nálada, Jen žádný spěch a Pop rockové duety (ve spolupráci se zpěvačkou Jenny).
Ačkoliv některé z těchto projektů nebyly oficiálně vydané, zpěvák je označuje za důležité zkušenosti z natáčení.
V roce 2010 nahrál duet „Pro tebe“ s Petrou Husinovou.
Dlouhodobě spolupracuje se zpěvačkou Nelou Třetinovou, se kterou natočil skladby „Světlo naděje“, „Touha“, „Cesty osudu“ a „S každým nádechem“. Poslední jmenovaná se v roce 2025 po několik týdnů drží na předních příčkách hitparády Rádia Géčko.
Zapojuje se i do komunitních projektů. Například složil hymnu ke 60. výročí ZŠ Křižná a se žáky školy natočil videoklip „Od prvního zvonění“.

## Alerg!e
V roce 2014 založil kapelu Alerg!e. V původní sestavě hráli:[ve zdroji nenalezeno]
- Miroslav Svoboda – bicí (později nahrazen Vítězslavem Sargánkem)
- Daniel Macek – baskytara
- Michal Banovský – kytara
- Miroslav Husek – kytara (nahrazen Radimem Minárem)

Debutové album Alerg!e obsahovalo např. duet s Jiřinou Annou Jandovou „Nevíš, co se ještě může stát“, který bodoval v hitparádách Rádia Bonton a FAJN Rock Music.  Známou skladbou byla i „Hudební masakry“.
V roce 2017 kapela vydala druhé album Moje druhé já se singly „Nenormálně normální“ a „Tak to jsem prostě já“, ke kterým vznikly videoklipy zachycující záběry z koncertů na společném turné s kapelou Limetal.
Kapela Alerg!e ukončila činnost po koncertu na Letním Otvíráku v Petřvaldě dne 2. října 2021.
Ukončení činnosti bylo ovlivněno i dopady pandemie COVID-19, která znemožnila skupině dlouhodobě vystupovat a koncertovat, což mělo vliv na rozhodnutí členů o dalším směřování.

## Alfadrenalin
Dne 25. dubna 2025 založil Maco Berger česko-slovenskou hardrockovou kapelu Alfadrenalin. Mezi členy patří:[ve zdroji nenalezeno]
- Maco Berger – zpěv (CZ)
- Radim Minár – kytara (CZ)
- Jozef Drha – baskytara (SK)
- Jano Lukač – bicí (SK)

## Styl a tvorba
Kombinuje prvky popu, rocku a melodického hard rocku. Jeho tvorba je založená na osobních textech a výrazných melodiích. Věnuje se nejen zpěvu a skládání, ale i hudební produkci.[zdroj?]

## Diskografie
- Ráj + peklo (2003) – MC
- Alerg!e (2014)
- Moje druhé já (2017)
- Nenormálně normální (2018)
- Tak to jsem prostě já (2019)
- Od prvního zvonění – singl (2024)
- S každým nádechem – singl (2025)

## Videografie
- "S každým nádechem" (feat. Nela Třetinová, 2025)
- "Od prvního zvonění" (ZUŠ Křížná, 2024)
- "Tak to jsem prostě já" (2017)
- "1000× NE!" (feat. Jenny, 2010)
- "Cesty osudu" (feat. Nela Třetinová, 2022)
- "Alergik" (feat. Nela Třetinová, 2021)
- "Ráj+peklo" (TV Óčko, 2001)
- "Hudební masakry" (2016)
- "Nevíš, co se ještě může stát" (feat. Jiřina Anna Jandová, 2015)
- "Podzimní" (2011)
- "Vánoční" (2016)
- "Nenormálně normální" (2018)
- "Ráj to napohled" (2015)